# Šapkina
La Šapkina (conosciuta anche come Pil'vor"jacha) è un fiume della Russia europea settentrionale (Circondario Autonomo dei Nenec e Repubblica dei Komi), affluente di destra della Pečora.
Ha origine dal lago Bol'šoe Šapkino nella parte centrale della Bol'šezemel'skaja Tundra (tundra della grande terra), scorrendo successivamente in questa regione con direzione mediamente sud-occidentale, in una regione paludosa e pressoché disabitata. Sfocia nella Pečora da destra nel suo basso corso, alcune decine di chilometri a nord del Circolo polare artico, di fronte al villaggio di Novyj Bor. Il fiume drena un bacino idrografico piuttosto piccolo, ragione per cui non ha affluenti di rilievo. Ha una lunghezza di 499 km; l'area del suo bacino è di 6 570 km².
Il fiume è gelato nel periodo ottobre - fine maggio, mentre il mese di giugno vede le massime portate d'acqua.